# Jarosław Jedynak
Jarosław Jedynak (ur. 24 sierpnia 1965 we Wrocławiu, zm. 26 listopada 2013 w Namysłowie) – polski piłkarz, występujący na pozycji napastnika.

## Życiorys
Brat Janusza. Jest wychowankiem Ślęzy Wrocław. W 1979 roku został natomiast juniorem Śląska Wrocław. W 1982 roku został włączony do pierwszej drużyny Śląska. W oficjalnym meczu tego klubu zadebiutował 19 września 1982 roku. Ogółem w Śląsku rozegrał dwa mecze ligowe.
W przerwie międzysezonowej latem 1984 roku, podczas zgrupowania Śląska w Jugosławii, uciekł do Austrii, gdzie podpisał kontrakt z Grazer AK. Po odbyciu dziesięciomiesięcznej karencji 9 sierpnia 1985 roku zadebiutował w 1. Division w zremisowanym 1:1 spotkaniu przeciwko Wackerowi Innsbruck. W Grazer AK występował przez dwa sezony, zdobywając 19 goli w 50 spotkaniach ligowych. Następnie grał w VSE St. Pölten. W latach 1989–1990 grał w Hiszpanii, Izraelu, RFN i NRD. W najwyższej rozgrywkowej klasie Niemiec Wschodnich występował w barwach Lokomotive Lipsk, zdobywając jedną bramkę w wygranym 4:3 meczu z Vorwärtsem Frankfurt. Następnie ponownie grał w Austrii, a w 1992 roku wrócił do Polski, podpisując kontrakt z Legią Warszawa. W barwach tego klubu wystąpił w jednym meczu ligowym, wygranym 29 sierpnia 3:1 z Olimpią Poznań. W listopadzie 1992 roku przeszedł do Hutnika Warszawa. W 1993 roku zakończył karierę.

## Statystyki ligowe
| Sezon         | Klub                         | Liga             | Mecze | Gole |
| ------------- | ---------------------------- | ---------------- | ----- | ---- |
| 1982/1983     | Śląsk Wrocław                | I liga           | 1     | 0    |
| 1983/1984     | Śląsk Wrocław                | I liga           | 1     | 0    |
| 1985/1986     | Grazer AK                    | 1. Division      | 31    | 12   |
| 1986/1987     | Grazer AK                    | 1. Division      | 19    | 7    |
| 1987/1988     | VSE St. Pölten               | 2. Division      | 9     | 0    |
| 1988/1989     | VSE St. Pölten               | 1. Division      | 0     | 0    |
| 1989/1990 (j) | CE Sabadell FC               | Segunda División | ?     | ?    |
| 1989/1990 (j) | Beitar Jerozolima            | Liga Leumit      | ?     | ?    |
| 1989/1990 (w) | Eintracht Frankfurt Amateure | Oberliga         | ?     | ?    |
| 1990/1991 (j) | 1.FC Lokomotive Lipsk        | NOFV-Oberliga    | 10    | 1    |
| 1991/1992     | VfB Mödling                  | 2. Division      | ?     | ?    |
| 1992/1993 (j) | Legia Warszawa               | I liga           | 1     | 0    |
| 1992/1993     | Hutnik Warszawa              | II liga          | 12    | 2    |